# Рот, Роберт
Роберт Рот (нем. Robert Roth; 5 июля 1898, место рождения неизвестно — ноябрь 1959, Нидау, Берн, Швейцария) — швейцарский борец вольного стиля, чемпион Олимпийских игр.

## Биография
Роберт Рот был известным в Швейцарии борцом, выступавшим на соревнованиях по национальной борьбе швинген. Он являлся чемпионом Швейцарии по швингену 1919 и 1921 годов, а вместе с братьями Фрицем и Хансом (оба участники Летних Олимпийских играх 1924 года) в течение нескольких лет доминировал в Швейцарии среди борцов.
На Летних Олимпийских играх 1920 года в Антверпене боролся в весовой категории свыше 82,5 килограммов (тяжёлый вес). Борьба проходила по правилам Catch As Catch Can, напоминающим правила современной вольной борьбы. Схватка по регламенту турнира продолжалась 10 минут, финальные схватки три раунда по 10 минут. Турнир проводился по системе с выбыванием после поражения; выигравшие во всех схватках боролись в финале, проигравшие в полуфинале боролись за третье место. В категории боролись 8 спортсменов 
| Круг          | Соперник     | Страна                    | Результат | Основание | Время схватки |
| ------------- | ------------ | ------------------------- | --------- | --------- | ------------- |
| Четвертьфинал | Юсси Салиля  | Финляндия                 | Победа    | По очкам  | -             |
| Полуфинал     | Фред Мейер   | Соединённые Штаты Америки | Победа    | По очкам  | -             |
| Финал         | Нэт Пендлтон | Соединённые Штаты Америки | Победа    | По очкам  | -             |

В 1922 году перешёл в профессиональный спорт, и до 1927 года победил на нескольких соревнованиях международного уровня среди профессионалов. В 1928 году вернул любительский статус и дважды (1928, 1931) победил на чемпионатах Швейцарии по борьбе.